# Haldener Bach
Der Haldener Bach ist ein Nebenfluss der Lenne am nordwestlichen Rand des Sauerlandes und im südlichen Ruhrgebiet.

## Bachlauf
Der Haldener Bach entspringt auf dem Stadtgebiet von Hagen nordwestlich der Fachhochschule Eppenhausen in einer Höhe von 177 m ü. NN, der Quellbereich ist ein schutzwürdiges Biotop. Auf seinem weiteren Verlauf in nordöstlicher Richtung durchquert er den Stadtteil Halden und mündet bei 103 m ü. NN als linker Nebenfluss in die Lenne. Der Mündungsbereiches des Haldener Baches ist 2006/2007 auf den letzten einhundert Metern von der Stadtentwässerung Hagen renaturiert worden, indem im Sohl- und Böschungsbereich die Verbauung mit Betonhalbschalen und Rasengittersteinen entfernt und steile Böschungsbereiche abgeflacht wurden; zusätzlich sind die Uferbereiche mit standortgerechten Gehölzen wie Schwarzerle und Esche bepflanzt worden.

## Längenangaben
Gesamtlänge des Gewässers 2,784 km

davon verrohrt 1,02 km

Gefälle 74 m